# Інерка
Інерка (рос. Инерка, ерз. Ине эрьке) — велике озеро, розташоване в Республіці Мордовія Російської Федерації в долині річки Сура в 17 кілометрах від села Великі Березники. У перекладі з ерзянської його назва означає «велике озеро» («ине» — великий, «эрьке» — озеро).
Довжина озера близько 3 кілометрів, максимальна ширина — 215 м, максимальна глибина — 12 м (середня — 7 м). Площа, займана озером, становить 44,2 га
.
Інерка — озеро водно-ерозійного типу, це одне з ланцюга озер, що виникли в старому руслі Сури. Вода в озері прісна, зберігає прозорість до двох метрів глибини.
В Інерці мешкає багато видів риб, є місця гніздування водоплавних птахів, куликів, крячок. Постановою Ради Міністрів Мордовської АРСР від 6 березня 1983 року озеру надано статус пам'ятки природи республіканського значення
.
На початку 1990-х років учені звернули увагу, що вузький перешийок між Інеркой і Сурою (що становив 1991 року всього 50-60 метрів) з кожним роком зменшується. Оскільки озеро знаходиться вище рівня Сури, при злитті озера з річкою вода з Інерки витекла б в русло річки, і озеро перетворилося б у болото. Тому русло Сури в цьому місці довелося змінити, відвівши його вбік на 350 метрів, таким чином озеро було врятовано.